# Assedio di Taranto (212 a.C.)
L'assedio di Taranto fu portato dalle truppe cartaginesi di Annibale alla città di Tarentum (Taranto), all'epoca alleata dei Romani, nel 213/212 a.C..

## Contesto storico
La tremenda disfatta rimediata dai Romani a Canne contro Annibale, portò alcuni centri dell'Italia meridionale ad abbandonare i Romani: Taranto, Arpi ed altri centri campani, ma soprattutto Capua che a quell'epoca era ancora, per importanza, la seconda città della penisola, dopo Roma.
La Campania per i due anni successivi fu territorio di continui scontri tra Romani e Cartaginesi. Alla fine dell'estate del 214 a.C., mentre Annibale si trovava presso il lago d'Averno, vennero alcuni giovani che lo implorarono di recarsi a Taranto per liberare la città dai Romani. Il condottiero cartaginese, dopo averli elogiati e promesso che sarebbe intervenuto al momento opportuno, li invitò a tornare a casa per permettere l'attuazione del piano. Egli sapeva che quell'antica colonia greca, non solo era ricca e nobile, ma era posta sul mare, pronta a ricevere l'armata macedone del suo alleato, Filippo V, una volta che avesse deciso di attraversare l'Adriatico e portare la guerra ai Romani in Italia, considerando che Brundisium era in mano al nemico.
Il condottiero cartaginese, dopo aver saccheggiato il territorio attorno a Neapolis, si diresse su Nola. Il console Marco Claudio Marcello venutolo a sapere, mandò a chiamare il propretore Marco Pomponio Matone che si trovava con le sue truppe presso Suessula e si preparò ad andare contro il nemico cartaginese senza esitazioni. La battaglia che ne seguì vide ancora una volta il comandante cartaginese uscire sconfitto, anche se di misura. Il giorno seguente i Romani si schierarono nuovamente sul campo di battaglia, Annibale invece rimase negli accampamenti. Il terzo giorno nel silenzio della notte, non avendo più speranza di occupare Nola, impresa che aveva fallito per la terza volta, il comandante cartaginese levò il campo e partì alla volta di Taranto, sperando che almeno questa città tradisse i Romani.
In questo periodo il pretore Fabio Massimo prese con la forza la città di Acuca, che si trovava non molto distante da Lucera; presso Herdonia furono fortificati gli accampamenti.  Intanto Annibale era ormai giunto a Taranto, portando devastazione ovunque passasse, almeno fino ai territori confinanti con la città. Livio infatti racconta che quando l'esercito cartaginese «cominciò ad attraversare il territorio di Taranto, non vi fu alcuna devastazione, e neppure i soldati uscirono di strada [...] per il proposito di conciliare l'animo dei Tarantini».
Annibale pose quindi l'accampamento a circa 1.000 passi dalla città (1,5 km). Tre giorni prima che il condottiero cartaginese giungesse sotto le mura della città, Marco Livio Macato era stato inviato dal propretore Marco Valerio Levino, che comandava la flotta romana di Brundisium (Brindisi). Livio aveva arruolato rapidamente la miglior gioventù e aveva collocato dei presidi a tutte le porte e a tutte le mura, di giorno e di notte, non permettendo al nemico di attaccare indisturbato. Annibale allora, dopo aver inutilmente atteso che coloro che erano andati da lui al lago d'Averno, si presentassero o inviassero delle missive, accortosi di essersi fidato in modo avventato, tolse il campo e lasciò il territorio di Taranto, anche questa volta senza devastarlo. Egli non voleva rinunciare alla speranza di poter spezzare la fedeltà dei Tarantini verso i Romani. Giunto a Salapia, che reputava adatta per i suoi quartieri d'inverno, essendo ormai l'estate finita, fece portare del frumento dal territorio di Metapontum ed Heraclea. Da qui mandò Numidi e Mauri a saccheggiare l'intero agro circostante e le vicine alture dell'Apulia. Da questi luoghi ricavò molte prede, come branchi di cavalli, quattromila dei quali furono distribuiti tra i suoi cavalieri, affinché fossero domati.

### Casus belli: dalla morte degli ostaggi di Taranto, al tradimento della città
Sappiamo da Tito Livio che Annibale trascorse l'estate del 213 a.C. nell'agro salentino con la speranza di impadronirsi della città di Taranto. E così alcune città di minore importanza, vista la vicinanza del condottiero cartaginese, preferirono passare dalla sua parte. Agli inizi del 212 a.C.
(Livio, XXV, 7.10.)
I Romani intanto avevano prelevato alcuni ostaggi delle migliori famiglie di Taranto e Turi, come garanzia contro eventuali tradimenti. Gli ostaggi erano però fuggiti da Roma dietro istigazione di un loro concittadino filo-cartaginese, un certo Filea. Una volta ripresi nei pressi di Terracina, vennero tutti percossi a colpi di verga e fatti precipitare dalla rupe Tarpea, generando nelle due città vivo sdegno. Polibio racconta che alcuni abitanti di Taranto filo-cartaginesi, uscirono di notte dalla città, e si avvicinarono al campo di Annibale (che distava tre giorni di marcia), nascondendosi in un luogo boscoso e qui attesero che i capi della cospirazione romana, Filemeno e Nicone, parlamentassero con il generale cartaginese. Dopo essere stati arrestati in un primo momento, riuscirono ad essere ammessi alla presenza di Annibale e con lo stesso si misero d'accordo per consegnarli la città. Il generale cartaginese li elogiò e permise loro di andarsene, lasciando che portassero via, all'alba, le prime mandrie di bestiame, in modo da renderli credibili verso i propri concittadini.
Una seconda delegazione, a cui ne seguirono altre ancora, venne inviata ad Annibale affinché, una volta consegnatagli la città, non facesse pagare ai Tarantini né tributi, né altro; permettesse loro di mantenere le proprie leggi e conservare tutti i loro patrimoni. Essi avrebbero invece permesso ai Cartaginesi di saccheggiare le abitazioni e gli alloggi dei Romani. Intanto Filemeno, avrebbe dovuto ingraziarsi il comandante della guarnigione romana, Marco Livio Macato secondo quanto racconta Livio (Gaio Livio, secondo il racconto di Polibio), e le guardie della torre a sud delle cosiddette "Porte Temenidi". Una volta venuto a conoscenza che il comandante romano, doveva trovarsi nel mouseion (la casa delle Muse, figlie di Zeus e protettrici delle arti e delle scienze, patronate da Apollo), non molto distante dall'agorà, per un banchetto, insieme a numerosi amici, fissarono con Annibale il momento giusto per occupare la città.
Annibale si era fatto passare per malato da tempo, per non destare sospetti da parte dei Romani, visto che si tratteneva nella stessa zona da troppo tempo. Scelse quindi 10.000 uomini, tra i più valorosi dei fanti e dei cavalieri, per dare l'assalto alla città; ordinò loro di portare con sé provviste per quattro giorni. Mandò quindi a precedere il grosso delle forze, ottanta cavalieri numidi, posti a una distanza di trenta stadi (5,5 km) dai diecimila, in modo che nessuno potesse accorgersi della presenza del grosso delle truppe. Annibale, giunto ormai a soli 120 stadi dalla città (22 km), riunì gli ufficiali per dare gli ultimi ragguagli e attese la notte. L'obbiettivo era di raggiungere le mura della città attorno a mezzanotte.
E mentre il comandante romano stava ancora banchettando, gli riferirono di una piccola incursione di cavalieri numidi. Egli allora decise di inviare alcune turmae di cavalieri romani contro gli stessi, all'alba successiva, non preoccupandosene troppo, senza che gli avesse alcun sospetto di quanto sarebbe accaduto di lì a poco. Accompagnato poi da Nicone, Tragisco ed altri giovani a casa, poiché era ubriaco, i cospiratori si divisero in tre gruppi. Uno di questi gruppi rimase davanti alla casa del prefetto romano, poiché essi sapevano bene che, se fosse nato qualche sospetto, il primo ad essere informato sarebbe stato il comandante della guarnigione romana, e dallo stesso sarebbe partita ogni iniziativa.

## Forze in campo
Romani
Una guarnigione dell'esercito romano di alcune centinaia (forse un migliaio) di armati, lasciati nell'acropoli a cui in seguito si aggiunse un contingente proveniente da Metaponto.
Cartaginesi
Annibale scelse 10.000 tra gli uomini del suo esercito, tra i più valorosi dei fanti e dei cavalieri (che Polibio ritiene fossero non meno di 2.000), per dare l'assalto alla città. Mandò quindi a precedere il grosso delle forze, ottanta cavalieri numidi, posti ad una distanza di trenta stadi (5,5 km) dai diecimila, in modo che nessuno potesse accorgersi della presenza del grosso delle truppe.

## L'assedio

### Primo assalto notturno
Gli accordi presi tra i giovani cospiratori Tarantini e Annibale erano che il condottiero cartaginese, dopo essersi avvicinato dalla parte orientale della città in direzione delle Porte Temenidi, avrebbe dovuto accendere un fuoco presso la tomba di Apollo Giacinto, a cui Tregisco avrebbe dovuto rispondere con un fuoco all'interno della città, permettendo così ad Annibale di marciare verso la stessa. Contemporaneamente, Nicone e Tragisco, al vedere il fuoco spegnersi, avrebbero dovuto correre velocemente verso la porta, nell'intento di uccidere le sentinelle a guardia della torre, prima che le stesse potessero avvistare le truppe cartaginesi, che si sarebbero dovute avvicinare al passo, lentamente. La cosa riuscì perfettamente e, una volta uccise le sentinelle, aprirono le porte facendo entrare Annibale e la fanteria, mentre la cavalleria rimase all'esterno in attesa di essere chiamata dove fosse necessario.
L'entrata del condottiero cartaginese avvenne senza intoppi, tanto da ritenere che la parte più importante del piano avesse avuto completo successo. Egli avanzò quindi verso l'agorà, lungo la strada che sale dalla cosiddetta Via Bassa. I circa 2.000 cavalieri che componevano la forza d'assalto, rimasero all'esterno come forza di riserva contro qualsiasi nemico potesse comparire. Annibale aveva poi disposto che la sua non costituisse l'unica possibilità di assaltare la città. E così diede ordine a Filemeno, di avvicinarsi alla vicina porta con un enorme cinghiale posto su una barella, accompagnato da un migliaio di Libici. Come al solito Filemeno fischiò e la sentinella si precipitò giù ad aprirgli la porta, sperando che qualcosa della buona caccia spettasse anche a lui. Poco dopo essere entrato con altri, vestiti da caprai, uccise la sentinella e fece entrare i libici che venivano immediatamente dietro di lui e che erano rimasti nascosti fuori, raggiungendo poi tutti insieme l'agorà.
Giunti nell'agorà Annibale divise in tre parti 2.000 Galli, disseminandoli nella città, aggregando a ciascuna parte due Tarantini come guide. Ordinò quindi di occupare le strade più frequentate e, al primo sorgere di un tumulto, di uccidere i Romani, risparmiando la vita agli abitanti di Taranto e invitandoli a starsene tranquilli. Non appena i Tarantini scoprirono che i Cartaginesi erano penetrati nella loro città, cominciarono a gridare in preda a una confusione mai vista. Il prefetto romano, quando seppe che il nemico era penetrato nelle mura, uscì di casa insieme alla sua famiglia e raggiunse l'uscita della città che conduce al porto (porta occidentale). Qui si imbarcò insieme ai familiari e si recò alla vicina rocca dove si trovava il grosso della guarnigione romana (arx). Intanto Filemeno e i suoi compagni, che avevano rubato ai Romani alcune trombe, cominciarono a suonarle, dando il segnale d'allarme. I Romani allora, non comprendendo bene quale fosse il segnale di tale suono, si diressero verso la rocca, alcuni però caddero inconsapevolmente nelle mani dei Cartaginesi, altri dei Celti, venendo così uccisi in grande numero, prima di riuscire a raggiungere l'accampamento romano. Frattanto i Tarantini, che inizialmente avevano creduto si trattasse di una qualche manovra dei Romani, quando videro numerosi loro corpi giacere per terra, compresero che Annibale era riuscito a penetrare all'interno della città. Tuttavia rimasero tranquilli, poiché nella città non avvenivano atti di violenza o saccheggio nei loro confronti.

### Assalto alla rocca

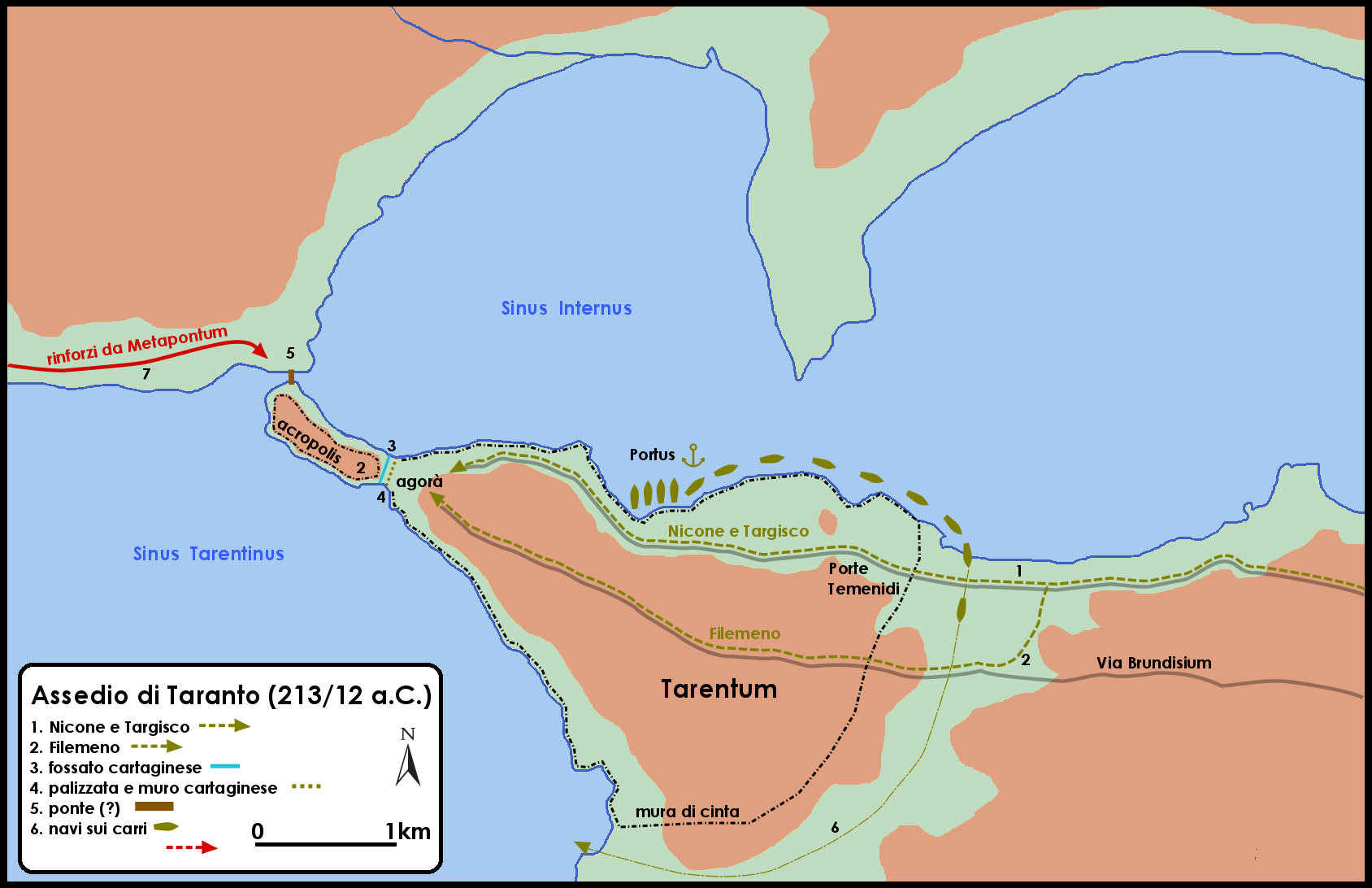
Mappa dell'assedio di Taranto del 213-212 a.C.

Giunta l'alba, Annibale aveva ormai disposto i suoi armati all'interno dell'agorà, mentre quelli tra i Romani che erano sopravvissuti, si erano ritirati nella rocca, dove da tempo si trovava una guarnigione romana. Il condottiero cartaginese, fece allora radunare l'intera popolazione senz'armi, mentre i giovani cospiratori si riversarono nelle strade cittadine invitando i propri concittadini a rimanere calmi, inneggiando alla libertà, poiché i Cartaginesi erano lì per difenderli. Quando alcuni Tarantini, che ancora nutrivano simpatia per i Romani, vennero a sapere dell'accaduto, preferirono seguire le stesse sorti dell'alleato romano e si rifugiarono anch'essi sulla rocca, nell'acropoli. Annibale parlò alla popolazione riunita in modo benevolo e i Tarantini approvarono all'unanimità le sue parole. Poi dispose che sulla porta di ciascuno di loro venisse scritto: «Ḕ di un Tarantino», decretando la pena di morte per chi lo avesse scritto sulla porta di un romano. Scelse alcuni dei suoi ufficiali e li mandò a saccheggiare le altre abitazioni, tutte quelle non recanti la scritta.
Con questa razzia venne raccolta una grande quantità di bottino e il giorno seguente riunì i suoi in un'assemblea, a cui parteciparono anche i Tarantini. Decise di separare con un muro la città dalla rocca, in modo da salvaguardare i Tarantini da eventuali attacchi romani. Per prima cosa ritenne opportuno costruire una palizzata che fosse parallela al muro della rocca e al fossato che si trovava davanti a questo.
(Livio, XXV, 11.1.)
Quando le opere di difesa vennero iniziate, i Romani si decisero ad attaccare le postazioni cartaginesi con grande ardimento. Ne seguì una violenta battaglia, che si svolse in un luogo assai ristretto, tra i due muri. Alla fine i Romani furono costretti a retrocedere e a ritornare alla rocca. Molti perirono sul campo di battaglia, ma la maggior parte morì cadendo dentro al fossato, incalzati dalle truppe cartaginesi. Dopo di ciò i lavori proseguirono, senza che ci fossero altre sortite da parte dei Romani. Vennero così portate a compimento, la palizzata e una profonda fossa. A queste opere venne aggiunto un nuovo muro, in modo che gli stessi Tarantini, anche senza l'aiuto dei Cartaginesi, potessero tenere testa da soli alla guarnigione romana. Poi Annibale decise di lasciare una guarnigione composta da un adeguato numero di fanti e cavalieri a protezione dei Tarantini, e partì con il resto dell'esercito in direzione del fiume Galeso (o Eurota), dove decise di accamparsi a quaranta stadi (7,5 km) dalla città. E dato che il muro venne completato rapidamente grazie anche al grande impegno dei Tarantini, Annibale cominciò a ritenere possibile la conquista dell'acropoli romana.
Annibale aveva ormai portato a compimento i preparativi per l'assedio, quando venne a sapere  che i Romani, ai quali erano giunti dalla vicina Metaponto dei soccorsi via mare, avevano attaccato di notte le opere d'assedio, riuscendo a distruggerle in parte oltre a varie macchine e attrezzature. A questo punto rinunciò ad assediare la rocca, dicendo però ai Tarantini che la cosa più importante era conquistare il dominio sul mare. Poiché l'acropoli dominava il mare e il vicino accesso al porto, i Tarantini non potevano usare le loro navi, chiuse nel porto interno, mentre invece i Romani ricevevano senza alcun pericolo tutti i necessari approvvigionamenti via mare.
(Livio, XXV, 11.11.)
(Polibio, VIII, 34, 4.)
Il comandante cartaginese elaborò allora un nuovo piano, in base al quale fece trasportare su dei grandi carri le navi dei Tarantini, dal porto interno, fino al mare esterno, visto che l'unica via d'accesso naturale era sotto controllo romano. In questo modo Tarantini e Cartaginesi poterono iniziare ad assediare i Romani della rocca su tutti i lati (via terra e via mare), bloccando l'imboccatura del porto e tagliando loro i rifornimenti provenienti dall'esterno. Annibale, lasciata una guarnigione nella città, se ne partì con il resto delle truppe per l'accampamento che aveva lasciato all'inizio dell'avventura tarantina, che raggiunse dopo tre giorni di marcia.

## Conseguenze
Annibale prese la città ma non la rocca che bloccava il porto e che, rimasta in mani romane, poteva essere rifornita dal mare. Così il condottiero cartaginese non poté utilizzare lo scalo, più ampio di quello di Locri (già in suo possesso) per ricevere i necessari aiuti da Cartagine. Quello stesso anno (212 a.C.), il legatus Gaio Servilio Gemino, grazie all'autorizzazione del Senato, venne inviato dal praetor Publio Cornelio Silla in Etruria per fare incetta di riserve di grano; egli con alcune navi cariche, passando attraverso le postazioni nemiche, giunse nel porto di Taranto. La città di Metaponto, abbandonata dal contingente romano, passò nel mentre dalla parte dei Cartaginesi. A ruota venne seguita dalla città di Turii, anch'essa come Taranto e Metaponto colonia achea, che con sdegno aveva accolto il massacro degli ostaggi da parte dei Romani.
Nel 209 a.C. Quinto Fabio Massimo in persona marciò su Taranto e la riconquistò; i Romani si comportarono brutalmente e 30.000 abitanti furono venduti come schiavi.